# Hontai Yōshin-ryū
Le Hontai Yōshin-ryū (本體楊心流) est un koryū, école d'arts martiaux traditionnels japonaise, fondé en 1660 (au début de la période Edo) par Shigetoshi Takagi (高木折右衛門重俊),  sous le nom initial de (Hontai) Yoshin Ryu Takagi Ryu. Elle est principalement réputée en plus de ses techniques à mains nues constituant le cœur de son enseignement, pour ses techniques de kodachi (sabre court) et de bōjutsu. On le retrouve parfois désigné sous le nom de Takagi Yōshin Ryū. L'école est membre de la Nihon Kobudo Kyokai (Nihon Budokan),.

## Histoire du Hontai Yōshin-ryū
La branche principale du style indique, sur son site Internet, que la retranscription de l'histoire du style est variable selon les écoles descendantes.

### La lignée initiale
Le Hontai Yōshin-ryū fut fondé en 1660 par Shigetoshi Oriemon (ou Setsuemon selon les sources, Umon de son prénom de jeunesse) Takagi (d'où le nom Takagi que l'on retrouve parfois dans l'intitulé de l'école), deuxième fils né en 1635 de la famille Inatobi alors au service du Katakura kojūrō, seigneur du château de Shiroishi à Mutsu-no-Kuni. Le jeune Sigestoshi Takagi avait reçu une formation dans les arts de la lance du Kyochi-ryū et du kodachi (sabre court) du Mutō-ryū. La légende mentionnée par la branche principale du style indique que Sigetoshi Umon Takagi avait changé son nom en Oriemon Yoshin Ryu Takagi lorsqu'il créa l'école, après la mort de son père lors d'une embuscade, influencé en cela car ce dernier l'aurait un jour réprimandé en indiquant que « le Yoboku (saule) pouvait ployer sous le vent, alors que le Takagi (haut arbre) pouvait casser sous son souffle ». La métaphore de la flexibilité du saule (principe de souplesse) se retrouve dans les légendes fondatrices de plusieurs écoles, dont le Yoshin-ryū. Par ailleurs, certaines sourcesaffirment que l'empereur Higashiyama avait distingué Shigetoshi Umon Takagi en le nommant shihan dans six disciplines martiales, garde du corps impérial et instructeur de la Garde impériale.
L'école adopta son nom définitif sous le second soke, Umanosuke Shigesada Takagi, réputé pour sa grande taille (plus de 2 m). Bien qu'ayant obtenu l'autorisation d'enseigner après avoir appris du fondateur les techniques de l'école, puis lui avoir succédé à la tête de l'école, Umanosuke Shigesada Takagi considéra que le système n'était pas complet. Il apprit alors le jujutsu de l'école Takenouchi-ryū (après qu'il eut perdu un duel public face à son troisième grand-maître, Kagasuke Hisakichi Takeuchi, de petite taille), qu'il maîtrisa et pour lequel il obtint également l'autorisation d'enseigner. L'intégration des techniques Takenouchi-ryū, modifiées afin d'être adaptées à tout type de corpulence de l'adversaire, et de respecter le principe de souplesse voulu par le fondateur,. C'est à ce moment que l'école fut renommée Hontai Yōshin (Takagi)-ryū, c'est-à-dire véritable école du cœur de saule. Umanosuke Shigesada Takagi eut pour successeur un de ses fils, Gennoshin Hideshige Takagi.
C'est sous ce dernier qu'eut lieu l'interaction avec l'école Kukishin-ryū, qui augmenta le bagage technique du ryū qui était jusque-là très centré sur le combat à mains nues. L'école moderne appuie cet échange en indiquant que le bojutsu du Kukishin-ryū est d'origine quasi-divine (le maître rencontré par le troisième soke aurait combattu neuf « ogres » à l'aide de son bâton avant de fonder son art). Si d'autres experts (tels que Takamatsu Chōsui, ou Guy Buyens) ne spéculent pas sur cette ascendance divine du style (courante dans les arts martiaux d'extrême-Orient), le nom de l'expert issu du Kukishin-ryū et son importance au sein du style ne sont pas clairs. Certaines sources indiquent que l'expert se nommait Kihei Shigenobu Okuni et était de plus expert en naginatajutsu de l'école Tendō-ryū, d'autres (comme Toshitsugu Takamatsu, qui indiquait être pratiquant du style) qu'il s'agissait de Kihei Kuki, soke du style Kukishin. Une confrontation amicale entre l'expert du Kukishin-ryū et Gennoshin Hideshige Takagi démontra la supériorité des techniques à mains nues du Hontai Yōshin-ryū, et celles de bâton du Kukishin-ryū. Depuis, les techniques de jujutsu du Hontai Yōshin-ryū sont enseignées au sein du Kukishin-ryū, et les techniques de bâton du Kukishin-ryū au sein du Hontai Yōshin-ryū. C'est cet expert du Kukishin, Kihei Shigenobu Okuni, qui à la mort de Gennoshin Hideshige Takagi prit la tête de l'école en tant que quatrième soke.
Kihei Shigenobu Okuni travaillant au sein du Akō Han, l'école passa dans le giron des familles Okuni et Nakayama, et à partir de là, influença de nombreux styles au fur et à mesure de la diffusion des techniques au travers du Japon. Un élève de Kihei Shigenobu Okuni, Iwanaga Gennosuke Masamitsu, fonda sa propre école, le Shingetsu Muso Yanagi-ryū, qui existe toujours. La ligne principale resta localisée dans le Akō Han jusqu'au 13e soke du style, Ikugoro Hisayoshi Yagi, selon la lignée officielle du style qui perdit sa position et dut quitter le domaine comme rōnin à la suite d'un conflit politique en 1841 et ouvrit un dojo public,. Trois de ses élèves fondèrent leurs propres lignées martiales, Ishibashi-den, Fujita-den et Ishiya-den (ou Isitani-den). La lignée Ishibashi-den disparut probablement avec son fondateur, qui ne délivra aucun menkyo kayden (certificat de maîtrise) peut-être en raison de son activité professionnelle prenante de commerçant.

### La lignée Fujita
Le Fujita-den Hontai Yōshin-ryū fut fondée par Hisayoshi Fujigoro Fujita, élève d'Ikugoro Hisayoshi Yagi, qui devint, selon sa lignée, 14e soke. Son élève Yoshitaro Mizuta (lignée Mizuta den) prit sa succession en tant que 15e soke, puis il transmit l'héritage à son élève Toshitsugu (ou Sumitsuke) Takamatsu, 16e soke. Certaines sources indiquent que Toshitsugu Takamatsu, par ailleurs étudiant de plusieurs styles martiaux, acquit également les connaissances du Takagi-ryū (branche principale Ishiya-den) par Matsutaro Masaharu Ishiya lui-même, en raison de leurs échanges.

Takamatsu nomma Ueno Takashi comme soke du Hontai Takagi Yoshin Ryū Jūjutsu (Mizuta-den). Masaaki Hatsumi fut le premier élève d’Ueno Takashi et reçut le Menkyo Kaiden dans plusieurs arts, y compris le Hontai Takagi Yoshin Ryū Jūjutsu, avant de commencer à s’entraîner sous la tutelle de Takamatsu. Ueno émit un hamon à l’encontre de Hatsumi et désigna plus tard Kaminaga Shigemi comme soke de sa branche.
Hatsumi s’entraîna avec Takamatsu pendant 15 ans, recevant plusieurs sokeships, notamment dans le "Hontai Takagi Yoshin Ryū Jūtaijutsu" (Mizuta-den).
Shōtō Tanemura, du Genbukan, détient deux lignées distinctes du Hontai Yoshin Takagi Ryū :
1. Mizuta-den
  - Tanemura reçut un Menkyo Kaiden de Masaaki Hatsumi dans le Hontai Takagi Yoshin Ryū Jūjutsu.
  - Tanemura et Kaminaga Shigemi, amis proches, s’entraînaient ensemble et échangeaient régulièrement des informations. (Kaminaga est décédé en 2014.)
2. Ishitani-den (Ishiya-den)
  - Ishitani Matsutarō Masaharu, fils d’Ishitani Takeo Masatsugu, transmit le Menkyo Kaiden du Hontai Yoshin Takagi Ryū Jūjutsu à Takamatsu.
  - Contrairement à la lignée Mizuta-den, cette lignée est transmise conjointement avec le Kukishin Ryū Bōjutsu. Cependant, le makimono du Kukishin Ryū Bōjutsu ne contient pas de généalogie distincte, celle-ci étant enregistrée dans le makimono du Hontai Yoshin Takagi Ryū.
  - Kimura Masaharu (Masaji), le plus ancien élève de Takamatsu, apprit de lui le Kukishin Ryū Bōjutsu et le Hontai Yoshin Takagi Ryū Jūjutsu.
  - Sato Kinbei, présenté à Takamatsu par Ueno, reçut le sokeship dans le Hontai Yoshin Takagi Ryū Jūjutsu et le Hontai Kukishin Ryū Bōjutsu, entre autres arts.

Tanemura s’entraîna avec Kimura et Sato, obtenant de nombreux Menkyo Kaidens, ainsi que le sokeship du Hontai Yoshin Takagi Ryū Jūjutsu et du Hontai Kukishin Ryū Bōjutsu de la part de Sato Kinbei.

### La lignée principale
La ligne « principale » (Ishiya-den Hontai Yōshin-ryū) considère comme 14e soke du style Takeo Masaharu Ishiya (1845-1902),, reconnu comme un grand artiste martial. Il dirigea plusieurs dojos, selon certaines sources, dans lesquels il enseigna le style, et introduit dans le style le principe « souplesse externe, dureté interne » qui est toujours d'actualité dans l'enseignement dispensé. Takeo Ishiya fut également à l'origine d'une restructuration du style, en y introduisant des techniques supplémentaires et en modifiant les techniques déjà existantes. Certaines sources affirment par ailleurs, qu'en plus d'être responsable du Hontai Takagi Yōshin-ryū (et également soke du Kukishin-ryū), Takeo Ishiya aurait également été le 11e soke du Gikan-ryū (Koppo jutsu), succédant à Gikan Uryu après l'avoir rencontré et soigné le 27 août 1863, et que ce dernier, étant devenu son ami, lui ait enseigné l'art du combat au corps à corps de sa famille et conféré un menkyo kaiden.
Takeo Ishiya transmit la direction du style à son fils, Matsutaro Masayoshi. Cependant, concernant ce dernier, plusieurs récits - y compris ceux de la branche principale du style - indiquent qu'il aurait pu quitter tôt le domicile familial, voire redonner son indépendance au Kukishin-ryū en en devenant le soke,, sans prendre lui-même la direction du Hontai Yōshin-ryū. C'est de lui que Toshitsugu Takamatsu aurait obtenu le menkyo kayden, Matsutaro Masayoshi Ishiya travaillant comme gardien chef de l'usine de la famille Takamatsu. Quoi qu'il en soit, le 16e soke fut un élève de Takeo Ishiya, Happeita (Hachiheita) Masayoshi Kakuno, qui enseigna, parallèlement au courant principal, sa propre conception technique connue sous le nom de Kakuno den, et enrichit et fit évoluer les techniques de l'école. Il déplaça également l'école à Kōbe. Il eut (entre autres) pour élèves Saburo Masanori Minaki (aussi connu sous le nom de Kosyu), Yoshitaro Tsutsui, Ichizo Kanazawa et Masashi Yoshinori (ou Sei Ichi ?) Wakita. La direction du Hontai Yōshin-ryū fut donnée en tant que 17e soke à Saburo Minaki, alors qu'Ichizo Kanazawa, initialement pressenti pour prendre la tête de l'école du vivant même du maître Kakuno, l'avait refusé. Yoshitaro Tsutsui avait en l'absence de Saburo Minaki prit la tête du Hontai Yōshin-ryū. C'est à son retour qu'après lui avoir redonné la direction, Yoshitaro Tsutsui quitta l'école pour fonder son propre courant (Tsutsui den), nommé par la suite Takagi-ryū et que Masashi Wakita créait le Shingetsu Muso Yanagi-ryū.
Saburo Minaki, considéré à son époque comme un grand maître des arts martiaux, fut sollicité par le Nihon Kobudo Kyokai afin qu'il accepte de tourner avec ses élèves un film sur les techniques de combat à mains nues de la famille Takagi et au bâton du Kukishin. Mais son action essentielle s'inscrit dans la continuation du travail, commencé par Happeita Kakuno, de réorganisation des techniques et de diffusion du style au Japon et à l'international, ainsi que dans l'affirmation qu'un budo devait se pratiquer avec l'esprit de Bouddha et que les pratiquants devaient faire preuve de créativité. Certaines sources,, indiquent que ce fut Saburo Minaki qui décida de la scission officielle du Hontai Yōshin-ryū et du Kukishin-ryū en 1982, lors de la transmission de la direction du style à Tsuyoshi Munetoshi Inoue. Parmi les élèves de Saburo Minaki, on trouve Akira Kanazawa (fils d'Ichizu Kanazawa), Hiroshi Haraga (initiateur du Kukishin-ryū Kumamoto) ou encore Akiyoshi Yasumoto (initiateur du Moto ha Yōshin-ryū).
Élève direct d'Ichizo Kanazawa, puis de Saburo Minaki et également pratiquant d'autres arts martiaux, Tsuyoshi Munetoshi Inoue dirigea le style pendant 23 années, puis laissa la direction du style à son fils, Kyoichi Munenori Inoue, qui étudia avec Ichizo Kanazawa, Akiyoshi Yasumoto selon les sources), Saburo Minaki et son père. Il est à noter que, selon certaines sources, Tsuyoshi Munetoshi n'aurait hérité que de la lignée Hontai Yōshin-ryū jujutsu, et pas du Kukishin-ryū bojutsu qui aurait été confié à Matsuda Kioda.

### Liste dessokedu style
1. Oriemon Shigetoshi Takagi
2. Umanosuke Shigesada Takagi
3. Gennoshin Hideshige Takagi
4. Kihei Shigenobu Okuni
5. Hachikuro Nobutoshi Okuni
6. Tarodaibu Tadanobu Okuni
7. Kihyoe Yoshisada Okuni
8. Yozaemon Yoshisada Okuni
9. Jinnai Sadahide Nakayama
10. Buuemon Sadanobu Okuni
11. Kizaemon Sadataka Nakayama
12. Kenji Hideshige Okuni
13. Ikugoro Hisayoshi Yagi
14. Takeo Masatsugu Ishiya
15. Matsutaro Msaharu Ishiya
16. Happeita Masayoshi Kakuno
17. Saburo Masanori Minaki
18. Tsuyoshi Munetoshi Inoue
19. Kyoichi Munenori Inoue

## Techniques
Le Hontai Yōshin-ryū est, avant tout, une école dont la base est le jujutsu,, même si le fondateur Oriemon Shigetoshi Takagi a inclus dans son enseignement les enseignements du yari et du naginata qu'il avait appris dans sa jeunesse. Il y inclut également des techniques issues du Yagyu kenpo apprises avec Ichinoshin Yagyu pour le combat à mains nues, du Ueda-ryū bojutsu (avec Kichinojo Shigetogi Ueda) pour le combat au bâton, du Kaho jutsu (de Hiobu Murago), du kusarigama-jutsu (avec Jujaemon Shigezaemon), du jutte-jutsu (avec Gonparo Kudo), et du Yamada-ryū (avec Haruka Gunkaku Jeiho Yamada). Le jujutsu du style se base sur le jujutsu roppo (les six groupes de techniques), c'est-à-dire les contraintes articulaires (gyaku), les projections (nage), les frappes (ate), les étranglements (shime), la capture et le ligotage (toritsuke) et les techniques de réanimation (kuatsu). Il est complété par plusieurs notions importantes dans les arts martiaux (avec ou sans armes) : celles de kuzushi (amplification du mouvement, provocation du déséquilibre), de gestion de la distance (ma-ai) et de garde (kamae).

La transmission et la progression (qui utilise l'ancienne graduation menkyo kaiden) se font en partie par le biais de formes codifiées (kata), à la fois pour le combat à mains nues et les armes. Les techniques sont retranscrites dans des parchemins d'enseignements transmis dans la lignée, traitant des armes blanches (sabre, sabre court), de la lance, du bâton, du combat à mains nues, et des armes à feu (teppo).